# Héry (Yonne)
Héry is een gemeente in het Franse departement Yonne (regio Bourgogne-Franche-Comté) en telt 1840 inwoners (2005). De plaats maakt deel uit van het arrondissement Auxerre.

## Geografie
De oppervlakte van Héry bedraagt 21,2 km², de bevolkingsdichtheid is 86,8 inwoners per km².
De onderstaande kaart toont de ligging van Héry (Yonne) met de belangrijkste infrastructuur en aangrenzende gemeenten.

## Demografie
Onderstaande figuur toont het verloop van het inwonertal (bron: INSEE-tellingen).